# Rosanna ieri, Rosanna domani
Rosanna ieri Rosanna domani è un album del 1990 inciso da Rosanna Fratello per la Carrere Record. Questo album è un ritorno alla collaborazione con Cristiano Malgioglio autore degli inediti presenti nel disco, che è un'alternanza di vecchi e nuovi brani. I vecchi successi sono riarrangiati in nuove versioni.

## Tracce
1. In privato (Cristiano Malgioglio, Chris Lowe, Neil Tennant) (cover di In private di Dusty Springfield)
2. Mille amanti (C. Malgioglio, Tanita Tikaram) (cover di Twist in my sobriety di Tanita Tikaram)
3. Scrupoli (C. Malgioglio, J. P. Pennington, Mark Gray) (cover di Take me down degli Alabama)
4. Ho bisogno ancora di te (C. Malgioglio, Tim Rice, Johnny Warman)
5. Chiaro di luna (C. Malgioglio, L. Caccavo, P. Belmonte)
6. Schiaffo (C. Malgioglio, C. Castellari)
7. Non sono Maddalena (Paolo Conte, V. Pallavicini)
8. Se t'amo t'amo (C. Malgioglio, M. Balducci, G. Balducci)
9. Un rapido per Roma (L. Rossi)
10. Sono una donna, non sono una santa (A. Testa, R. Sciorilli)